# Нувистор

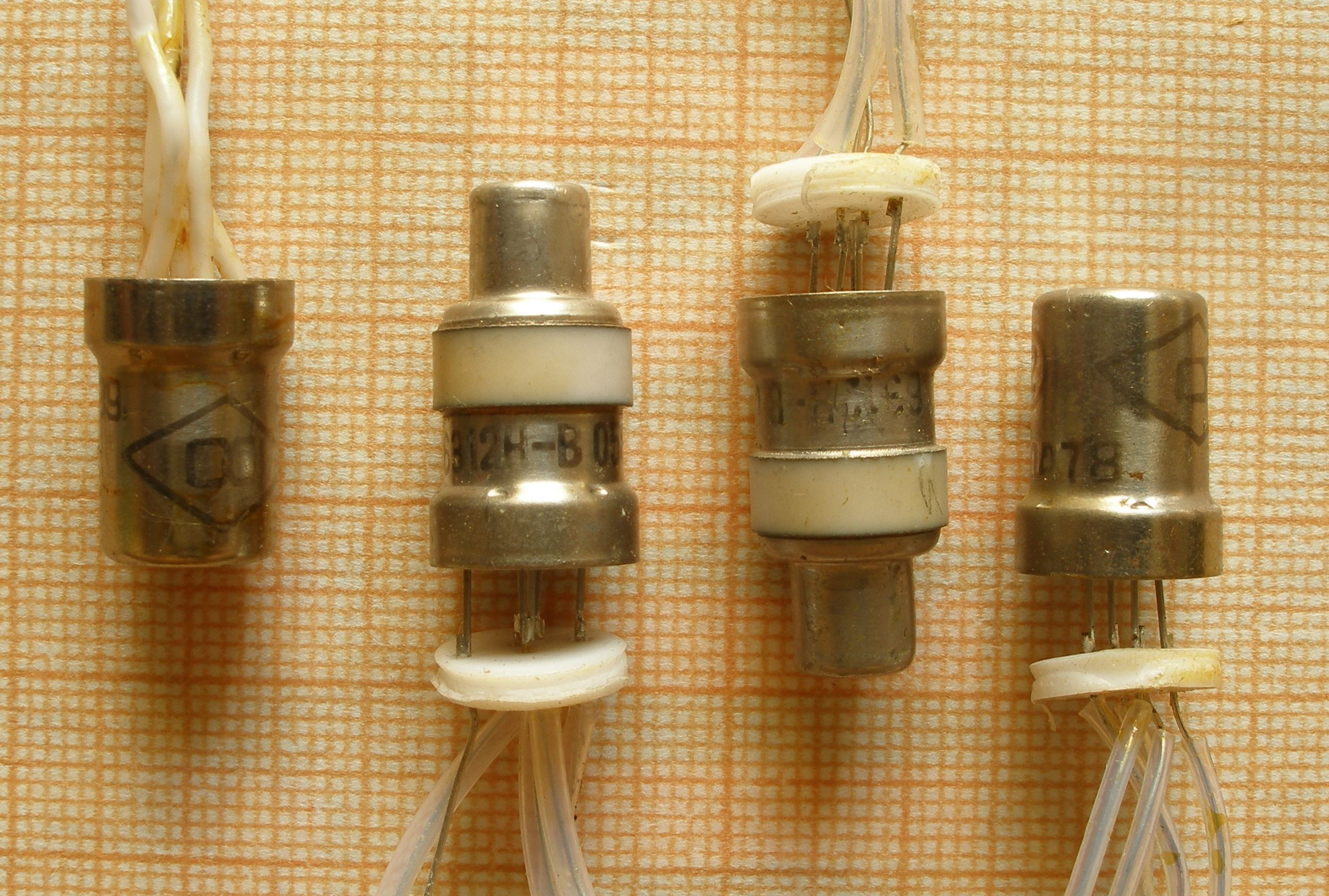
Нувисторы производства СССР. Триоды (справа и слева) и тетроды (в центре).

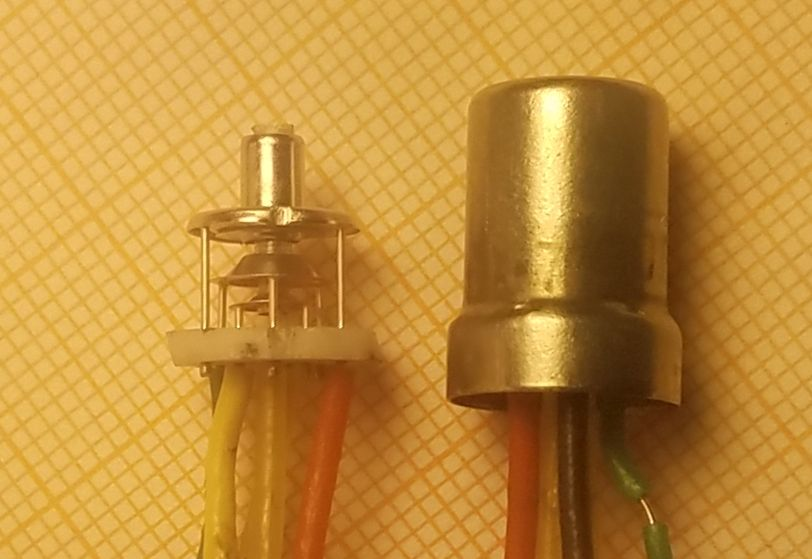
Нувистор - триод 6С52Н. Справа целый, слева без корпуса. СССР, 1970-е.

Нуви́стор  (итал. nuovo новый и vista вид) — сверхминиатюрная, оформленная в металлокерамическом корпусе, приёмно-усилительная радиолампа, электровакуумный прибор.
Впервые разработана корпорацией RCA (США) в 1959 г. для применения в жёстких температурных и вибрационных условиях, например, в аэрокосмическом оборудовании и для военного применения.
Использовалась в малогабаритной радиоэлектронной аппаратуре повышенной надёжности.
В СССР применялись в военной аппаратуре, например в каскадах усиления промежуточной частоты бортовых радиолокаторов самолётов и других летательных аппаратов.
Также нувисторы применяли в микрофонных усилителях, встроенных в корпус микрофона, в каротажной аппаратуре, применяемой при геологоразведке глубоких и сверхглубоких скважинах, где температура достигает 200 °С.
В бытовой и студийной аппаратуре применялись в высококачественных радиоприёмниках, первых каскадах усиления высококачественной аудиоаппаратуры (применялся в первом каскаде универсального усилителя магнитофона «Астра-4» последних выпусков), видеомагнитофонах, радиолюбительских конструкциях. Так, например, многие электронные узлы профессионального катушечного магнитофона Ampex MR-70 были выполнены на нувисторах. Применялись во встроенных предварительных усилителях высококачественных студийных микрофонов, например, в микрофоне Telefunken U47M.
В виде нувисторов выпускались триоды, тетроды и пентоды, а также выпрямительные диоды.
Предельные рабочие частоты нувисторов достигали ~400—800 МГц.
В настоящее время (2014 г.) в неответственных и нежёстких условиях эксплуатации полностью вытеснены полупроводниковыми приборами.
При производстве нувисторов применяется специальное вакуумное оборудование, так как корпус прибора не имеет штенгеля для откачки воздуха, поэтому сборка и герметизация нувисторов производится в вакуумных камерах в глубоком вакууме или в атмосфере сухого водорода с помощью манипуляторов или промышленных роботов, эта технология существенно увеличивает стоимость готовых изделий.
Преимущества нувисторов по сравнению с обычными приёмно-усилительными электровакуумными приборами — высокая вибро- и ударопрочность, расширенный диапазон рабочих температур (до 300 °С), пониженный  паразитный микрофонный эффект, сниженные шумы. Недостатки — высокая стоимость и сложность технологического оборудования для их производства.
Примеры нувисторов производства СССР: 6С52Н, 6С53Н, 6С51Н, 6С62Н, 6С63Н, 6С65Н — триоды, 6Э12Н, 6Э13Н, 6Э14Н — тетрод. 6Д24Н — СВЧ диод. 6Ж54Н — ВЧ пентод. 6П37Н — выходной тетрод. Долговечность не менее 2000 ч, масса 3 г и 5 г. Примеры нувисторов производства США: 7586 — триод 7587 — тетрод.